# Поддёвка

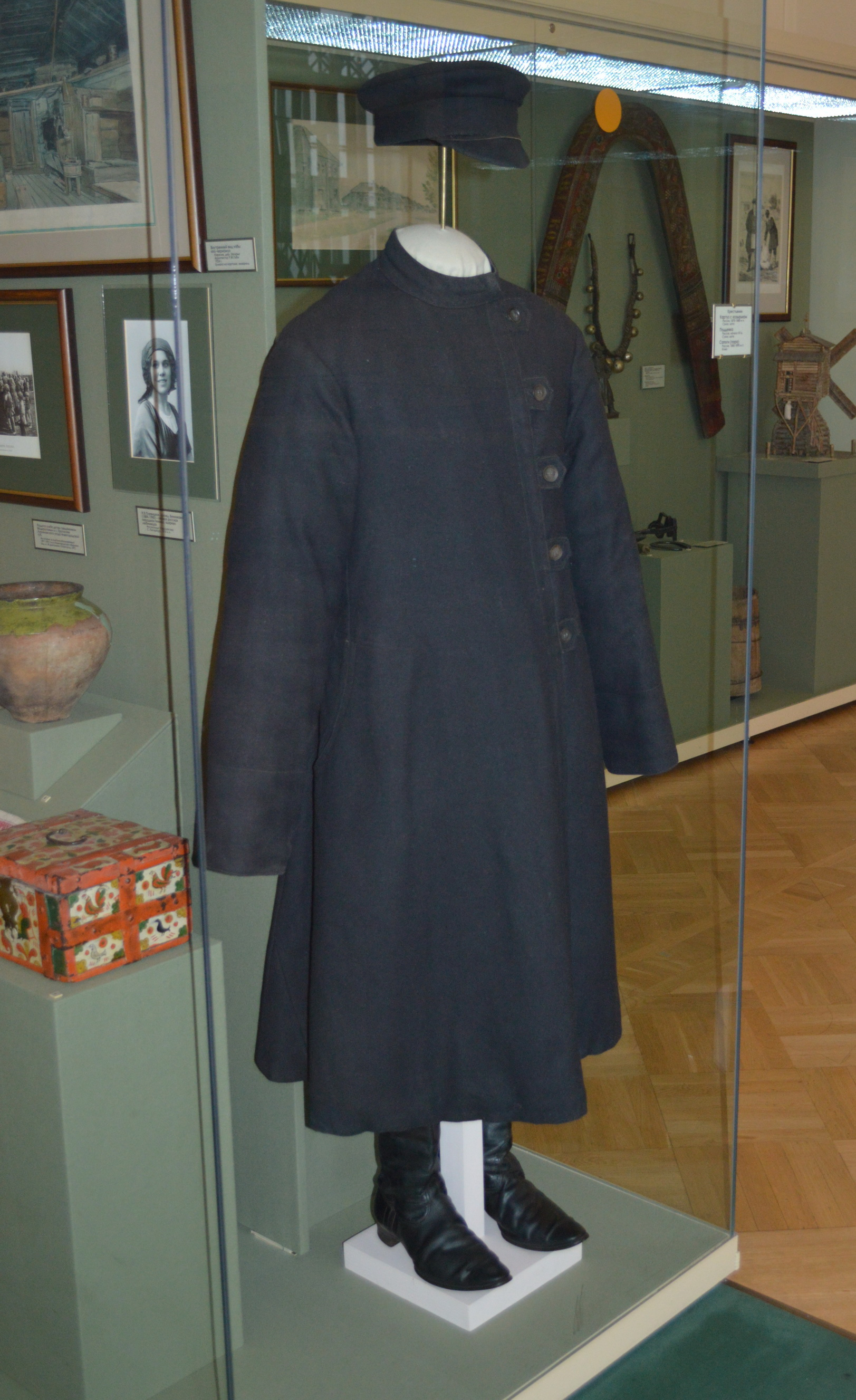
Крестьянский костюм конца XIX века: картуз, поддёвка, сапоги

Поддёвка (диковинка) — русская верхняя распашная длинная (до или ниже колен) одежда с длинными рукавами, отрезная сзади по талии, со сборками на спине, со стоячим или отложным воротником.
Носили и мужчины и женщины. Изготавливалась из тёмного сукна домашней выработки или чёрного, синего фабричного сукна, на подкладке, а для зимы — на кудели, непряденой шерсти, вате.
Была распространена на русском севере, в Приуралье, в западных губерниях Европейской России, на юге России в XIX — начале XX века.